# Octadécaborane
L'octadécaborane est un hydrure de bore de formule chimique B18H22. Il s'agit d'un solide incolore inflammable. Il est dépourvu d'application pratique, mais sa structure présente un intérêt théorique et pédagogique. On l'obtient par oxydation de l'anion [B20H18]− ou par dimérisation de l'anion [B9H12]−.
On connaît deux isomères d'octadécaborane, le n- (normal) ou anti-et le i- (iso) ou syn-, qui sont le premier exemple connu d'isomères de boranes.  Les édifices moléculaires correspondants présentent un nombre inhabituellement élevé de liaisons B–B. De fait chaque isomère de C18H22 résulte de la réunion de deux fragments C10H14. Dans le n-C18H22 de symétrie Ci, les atomes de bore 5- et 6- d'un fragment  C10H14 sont respectivement les atomes de bore 6- et 5- de l'autre fragment tandis que dans l'i-C18H22 de symétrie C2, les atomes 5- et 6- sont les mêmes pour les deux fragments,. Ces deux atomes de bore 5 et 6 sont coordonnés chacun à six autres atomes de bore. C'est le premier composé présentant des atomes de bore ayant une coordinence aussi élevée. 
L'isomère i-C18H22 est de surcroît un composé chiral, et fut, en 1969, le premier borane résolu en énantiomères distincts ; c'était alors le deuxième borane chiral connu, le premier étant B16H20 complètement asymétrique (C1),. L'énantiomère (+)-i-C18H22,  le plus pur préparé (« The purest preparation »), a {\displaystyle \lbrack \alpha \rbrack _{D}^{20}} =+2250° (dichlorométhane, c=1).

## Structure des octadécaboranes
Le n-C18H22 cristallise dans le système orthorhombique, groupe d'espace Pccn (no  56) avec comme paramètres de maille
a = 1084,4 ± 0,3 pm, b = 1210,7 ± 0,3 pm et c = 1080,3 ± 0,4 pm. La masse volumique mesurée à 1,012 g/cm3 implique le nombre d'unités par maille, Z= 4 molécules de n-C18H22 par maille et donne une masse moléculaire de 216 ± 1 qui recouvre la valeur expérimentale connue. Les molécules de n-C18H22 possèdent comme élément de symétrie, uniquement un centre d'inversion et sont donc de symétrie Ci.
Le racémique i-C18H22 cristallise dans le système monoclinique, groupe d'espace P21/c (no  14) avec comme paramètres de maille a = 919,9 ±  0,2 pm, b = 1318,0 ±  0,1 pm, c = 1251,5 ± 0,2 pm et β = 109°35'. La masse volumique mesurée à 1,003 g/cm3 implique le nombre d'unités par maille, Z= 4 molécules de i-C18H22 par maille et donne une masse moléculaire de 215,7  qui est en bon accord avec la valeur expérimentale connue de 216,8 pour la formule C18H22.  Les molécules de i-C18H22 possèdent comme élément de symétrie, un axe C2 colinéaire à la liaison B5-B6 qui correspond à la liaison des deux fragments C10H14 et  sont donc de symétrie C2. La disposition de ces deux fragments par rapport à cet axe explique que l'image dans un miroir d'une molécule de i-C18H22 ne lui soit pas superposable.